# 安徽建工
安徽建工集团股份有限公司（上交所：600502，简称：安徽建工），是中国上海证券交易所的一家上市公司，主营业务为房屋建筑工程、基础设施建设与投资、房地产开发经营。
公司前身为安徽水建建设股份有限公司，由安徽省水利建筑工程总公司、金寨水电开发有限责任公司、凤台县永幸河灌区管理总站、蚌埠市建设投资有限公司、安徽省水利水电勘测设计院五家单位发起设立，于1998年6月15日登记注册。2000年7月公司更名为安徽水利开发股份有限公司，2003年4月15日在上海证券交易所挂牌上市，股票简称“安徽水利”。2019年8月公司名称由“安徽水利开发股份有限公司”变更为“安徽建工集团股份有限公司”。
公司控股股东为安徽建工集团控股有限公司，系安徽省人民政府国有资产监督管理委员会管理的安徽省属国有企业。
2021年，公司实现营业总收入713.4亿元，同比增长25.22%；实现净利润10.96亿元，同比增长34.32%。